# Плита (геологія)

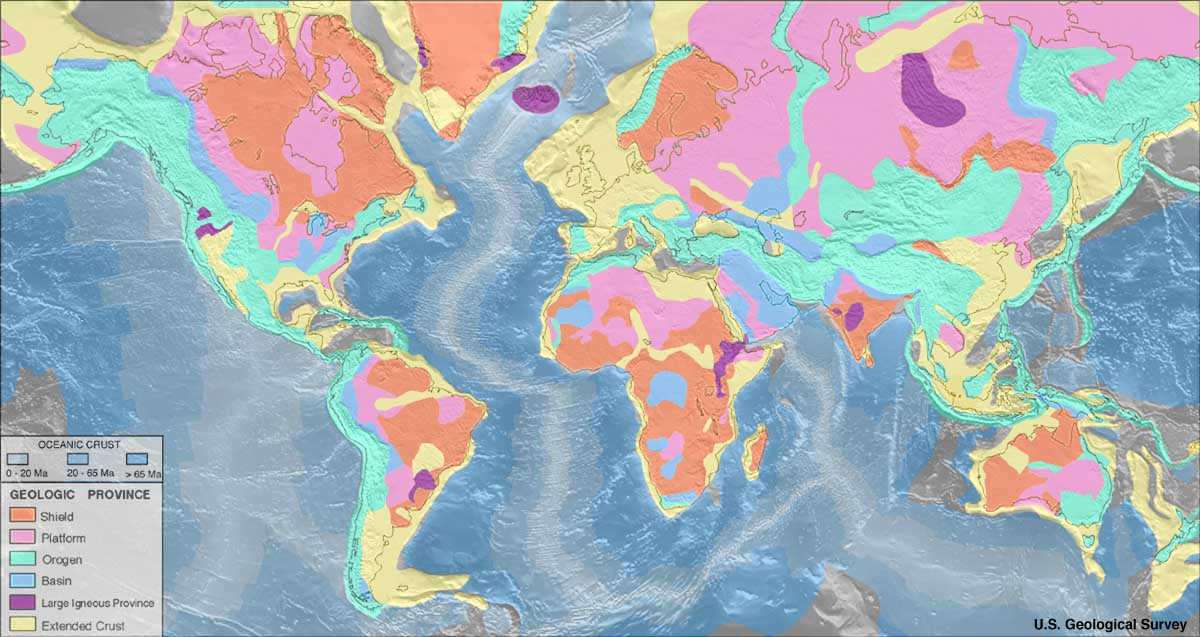
Геологічні провінції світу
за даними Геологічної служби США (USGS)

| Континентальна кора Кристалічні щити Плити Складчасті пояси Осадові басейни Трапові формації Перехідні зони | Океанічна кора Вік: 0–20 млн років 20–65 млн років >65 млн років |

Плита — у геології — частина геологічної платформи, в межах якої кристалічний фундамент занурений на значну глибину (на противагу щитам, в межах яких фундамент виступає на денну поверхню) і перекритий товщею горизонтально залягаючих, або слабкодислокованих осадових гірських порід. Осадовий чохол плити досягає значних потужностей — 1-16 км. Приклад: Волино-Подільська плита.
Плити, як правило, ускладнені різними геологічними структурами, меншими за масштабом — антеклізами, синеклізами, склепіннями тощо. Термін запропоновано Е. Зюссом у 1885 році.